# 구글 포토
구글 포토(영어: Google Photos)는 구글이 서비스하는 사진과 동영상 호스팅, 공유 서비스이다. 2015년 5월에 발표되었다가 회사 소셜 네트워크인 구글+에서 빠져나왔다. 과거 피카사 웹 앨범에서 이전된, 구글 플러스 사진에서 나왔다.

## 역사
구글 포토는 과거에 회사의 소셜 네트워크인 구글+ 내에 임베디드된 사진 기능의 뒤를 잇는 독립형 서비스이다. 구글은 페이스북과 경쟁하기 위해 소셜 네트워크를 런칭했으나 이 서비스는 그다지 인기를 끌지 못했고 페이스북이 소셜 네트워크 및 사진 공유를 위해 인터넷에서 선호되는 웹사이트로 남게 되었다. 그러나 구글+는 페이스북을 압도하는 사진 저장공간과 정리 도구를 제공하였으나 구글+에는 이를 사용할 사용자 기반이 턱없이 부족했다. 소셜 네트워크 연동에서 빠져나온 구글 포토는 공유 플랫폼에서 사유 라이브러리 플랫폼으로 소속을 변경했다.
2016년 2월 12일, 구글은 피카사 데스크톱 애플리케이션의 개발이 2016년 3월 15일 중단될 것이며, 그 뒤 2016년 5월 1일 피카사 웹 앨범 서비스가 종료될 것이라 발표하였다. 구글은 피카사 종료의 주 원인이 완전한 하나의 사진 서비스, 크로스 플랫폼의 웹 기반 구글 포토에 집중하고 싶어서이다.

## 기능
구글 포토는 2가지 스토리지 설정이 있다: "저장용량 절약", "원본 품질". 저장용량 절약에는 1600만 화소 이하의 사진, 최대 1080p 해상도의 동영상에 대해 무제한의 사진 및 비디오 스토리지를 포함하였지만, 2021년 6월 1일부터 구글 계정 저장용량을 사용한다. 원래 품질은 사진과 동영상의 원래 해상도와 품질을 그대로 유지하지만 사용자의 구글 계정에 속한 저장 용량을 사용하게 된다.
이 서비스는 안드로이드와 iOS 운영 체제를 위한 앱들과 웹사이트를 제공한다. 사용자들은 자신의 사진들을 클라우드 서비스에 백업하면 모든 기기에서 접근이 가능하게 된다. 또한, 이미 백업된 사진을 모두 기기에서 지우는 기능도 있다.
사진 서비스는 이미지들을 여러 그룹에 분석, 정리할 수 있으며 바닷가, 스카이라인, 토론토의 눈보라와 같은 기능을 식별할 수 있다. 응용 프로그램의 검색 창에서는 3가지 분류로 사진 그룹에 대한 검색이 사용자에게 표시된다: 인물, 장소, 물건. 이 서비스는 비슷한 얼굴에 대한 사진을 분석하고 인물 분류에서 이들을 한데 묶어준다. 나이가 듦에 따라서도 얼굴을 추적할 수 있다. 장소 분류는 지오태깅 데이터를 사용하지만 주요 랜드마크(예: 에펠탑이 포함된 사진)를 분석함으로써 오래된 사진의 장소를 결정할 수도 있다. 물건 분류는 물건에 대해 사진을 처리할 수 있다: 생일, 건물, 고양이, 콘서트, 음식, 졸업, 포스터, 스크린샷 등. 사용자들은 수동으로 분류 오류를 제거할 수 있다.
공유된 이미지를 받은 사람들은 앱을 다운로드하지 않고도 웹 갤러리를 볼 수 있다. 사용자들은 슬라이더 대신 화면에 손가락으로 스와이프하여 장치의 사진 편집 설정을 수정할 수 있다. 이미지들은 소셜 네트워크(구글+, 페이스북, 트위터)와 다른 서비스와 쉽게 공유가 가능하다. 이 애플리케이션은 구글 포토 사용자들과 비사용자들이 접근할 수 있는 웹 링크를 생성할 수 있다.

## 같이 보기
- 플리커
- 피카사 웹 앨범